# Magyar európai parlamenti képviselők listája (2014–2019)
A 2014-es európai parlamenti választások eredményeként számos magyar képviselő került be az Európai Parlamentbe.

## Hollandiából
| Név       | EP-frakció                                        | Küldő párt |
| --------- | ------------------------------------------------- | ---------- |
| Piri Kati | Szocialisták és Demokraták Progresszív Szövetsége | Munkáspárt |

## Magyarországról
| Név                 | EP-frakció                                        | Küldő párt                                                    |
| ------------------- | ------------------------------------------------- | ------------------------------------------------------------- |
| Balczó Zoltán       | független                                         | Jobbik Magyarországért Mozgalom                               |
| Bocskor Andrea      | Európai Néppárt (Kereszténydemokraták)            | Fidesz – Magyar Polgári Szövetség–Kereszténydemokrata Néppárt |
| Deli Andor          | Európai Néppárt (Kereszténydemokraták)            | Fidesz – Magyar Polgári Szövetség–Kereszténydemokrata Néppárt |
| Deutsch Tamás       | Európai Néppárt (Kereszténydemokraták)            | Fidesz – Magyar Polgári Szövetség–Kereszténydemokrata Néppárt |
| Erdős Norbert       | Európai Néppárt (Kereszténydemokraták)            | Fidesz – Magyar Polgári Szövetség–Kereszténydemokrata Néppárt |
| Gál Kinga           | Európai Néppárt (Kereszténydemokraták)            | Fidesz – Magyar Polgári Szövetség–Kereszténydemokrata Néppárt |
| Gyürk András        | Európai Néppárt (Kereszténydemokraták)            | Fidesz – Magyar Polgári Szövetség–Kereszténydemokrata Néppárt |
| Hölvényi György     | Európai Néppárt (Kereszténydemokraták)            | Fidesz – Magyar Polgári Szövetség–Kereszténydemokrata Néppárt |
| Jávor Benedek       | Zöldek/Európai Szabad Szövetség                   | Együtt-PM                                                     |
| Kósa Ádám           | Európai Néppárt (Kereszténydemokraták)            | Fidesz – Magyar Polgári Szövetség–Kereszténydemokrata Néppárt |
| Kovács Béla         | független                                         | Jobbik Magyarországért Mozgalom                               |
| Meszerics Tamás     | Zöldek/Európai Szabad Szövetség                   | Lehet Más a Politika, majd független.                         |
| Molnár Csaba        | Szocialisták és Demokraták Progresszív Szövetsége | Demokratikus Koalíció                                         |
| Morvai Krisztina    | független                                         | Jobbik Magyarországért Mozgalom, majd független.              |
| Niedermüller Péter  | Szocialisták és Demokraták Progresszív Szövetsége | Demokratikus Koalíció                                         |
| Pelczné Gáll Ildikó | Európai Néppárt (Kereszténydemokraták)            | Fidesz – Magyar Polgári Szövetség–Kereszténydemokrata Néppárt |
| Schöpflin György    | Európai Néppárt (Kereszténydemokraták)            | Fidesz – Magyar Polgári Szövetség–Kereszténydemokrata Néppárt |
| Szanyi Tibor        | Szocialisták és Demokraták Progresszív Szövetsége | Magyar Szocialista Párt                                       |
| Szájer József       | Európai Néppárt (Kereszténydemokraták)            | Fidesz – Magyar Polgári Szövetség–Kereszténydemokrata Néppárt |
| Tőkés László        | Európai Néppárt (Kereszténydemokraták)            | Fidesz – Magyar Polgári Szövetség–Kereszténydemokrata Néppárt |
| Ujhelyi István      | Szocialisták és Demokraták Progresszív Szövetsége | Magyar Szocialista Párt                                       |

## Romániából
| Sógor Csaba   | Európai Néppárt (Kereszténydemokraták) | Romániai Magyar Demokrata Szövetség |
| Winkler Gyula | Európai Néppárt (Kereszténydemokraták) | Romániai Magyar Demokrata Szövetség |

## Szlovákiából
| Csáky Pál   | Európai Néppárt (Kereszténydemokraták) | Magyar Közösség Pártja |
| Nagy József | Európai Néppárt (Kereszténydemokraták) | Most–Híd               |

## Lásd még
- Magyar európai parlamenti képviselők listája (2004–2009)
- Magyar európai parlamenti képviselők listája (2009–2014)